# Yang Jung-a
Yang Jung-a (25 de julio de 1971) es una actriz surcoreana. 

## Carrera
Es miembro de la agencia "CL&Company Entertainment".
Aparte de protagonizar dramas como Aquí Viene Ajumma (2006) y He Who Can't Marry (2009), ganó popularidad cuando participó en Gold Miss Is Coming, programa de celebridades solteras.

## Filmografía

### Serie de televisión
| Año  | Título                           | Rol            | Red  |
| ---- | -------------------------------- | -------------- | ---- |
| 1993 | Our Paradise                     |                | MBC  |
| 1994 | Ambition                         | MBC            |      |
| 1994 | General Hospital                 | Oh Bang-hee    | MBC  |
| 1994 | M                                | Lee Ye-ji      | MBC  |
| 1995 | Truth                            | Ha-young       | MBC  |
| 1996 | Lover                            | MBC            |      |
| 1996 | Sometimes Like Strangers         | Jung-eun       | SBS  |
| 1999 | School 2                         | Na Min-joo     | KBS2 |
| 1999 | Cello                            | Yoon Soo-kyung | SBS  |
| 2000 | Pardon                           | Min Ji-soo     | SBS  |
| 2002 | Affection                        | Joo Ji-sun     | MBC  |
| 2003 | Escape from Unemployment         | Jo Chang-mi    | SBS  |
| 2003 | One Million Roses                | Seo Yoo-kyung  | KBS1 |
| 2004 | Wives on Strike                  | Yang Pil-soon  | SBS  |
| 2005 | A Farewell to Sorrow             | Oh Hee-sook    | KBS2 |
| 2006 | I'll Go with You                 | Min-jung       | SBS  |
| 2006 | Here Comes Ajumma                | Na Oh-nim      | KBS2 |
| 2007 | The King and I                   | Lady Oh        | SBS  |
| 2008 | Mom's Dead Upset                 | Kyung-hwa      | KBS2 |
| 2008 | Glass Castle                     | Oh Yoo-ran     | SBS  |
| 2009 | He Who Can't Marry               | Yoon Ki-ran    | KBS2 |
| 2011 | Romance Town                     | Seo Yoon-joo   | KBS2 |
| 2012 | My Husband Got a Family          | Bang Il-sook   | KBS2 |
| 2015 | Queen's Flower                   | Jung Hee-yeon  | MBC  |
| 2015 | The Merchant: Gaekju 2015        | Bang-geum      | KBS2 |
| 2017 | Band of Sisters                  | Lee Gye Hwa    | SBS  |
| 2020 | I've Returned After One Marriage |                | KBS2 |
| 2022 | Amor por contrato                | Choi Ran-hee   | tvN  |

### Cine
| Año  | Título              | Rol                  |
| ---- | ------------------- | -------------------- |
| 2008 | My Wife Got Married | Noh Deok-joo (cameo) |
| 2011 | In Love and War     |                      |

### Programas de televisión
| Año  | Título              | Notas                                        |
| ---- | ------------------- | -------------------------------------------- |
| 2020 | King of Mask Singer | Participó como "Blue Tissue Paper" (Ep. 265) |
| 2018 | Battle Trip         | Participó con Yoon Hae-young, (Ep. 76-77)    |